# 徳島県立総合福祉センター
徳島県立総合福祉センター（とくしまけんりつそうごうふくしセンター）は、徳島県徳島市中昭和町にある県内の福祉に関する施設。

## 基礎データ

### 施設

#### 入居団体等
- 1階
  - 徳島県社会福祉事業団（管理事務室）
  - 徳島県地域生活定着支援センター
  - 徳島県隣保館連絡協議会
  - 認知症の人と家族の会徳島県支部
- 2階
  - 徳島県母子募婦福祉連合会
  - 徳島県老人クラブ連合会（うずしおクラブ徳島）
  - とくしま“あい”ランド推進協議会(徳島シルバー大学校事務局）
- 3階
  - 徳島県社会福祉協議会
  - 徳島県社会福祉士会
- 4階
  - 徳島県民間福祉施設職員共済会
  - アクティブシニア地域活動支援センター
  - 徳島県共同募金会

### 開館時間
- 月曜日〜金曜日 - 9:00〜21:00
- 土曜日、日曜日 - 9:00〜17:00
- 休館日 - 毎月第3日曜日、祝日（祝日が日曜日にあたるときはその翌日）、年末年始（12/29～１/３）

## 交通
- 徳島バス・徳島市営バス・小松島市営バス「福祉センター前」下車、徒歩1分。「県庁前」下車、徒歩10分。
- JR阿波富田駅下車、徒歩7分。